# Manziana
Manziana è un comune italiano di 7 779 abitanti della città metropolitana di Roma Capitale nel Lazio.

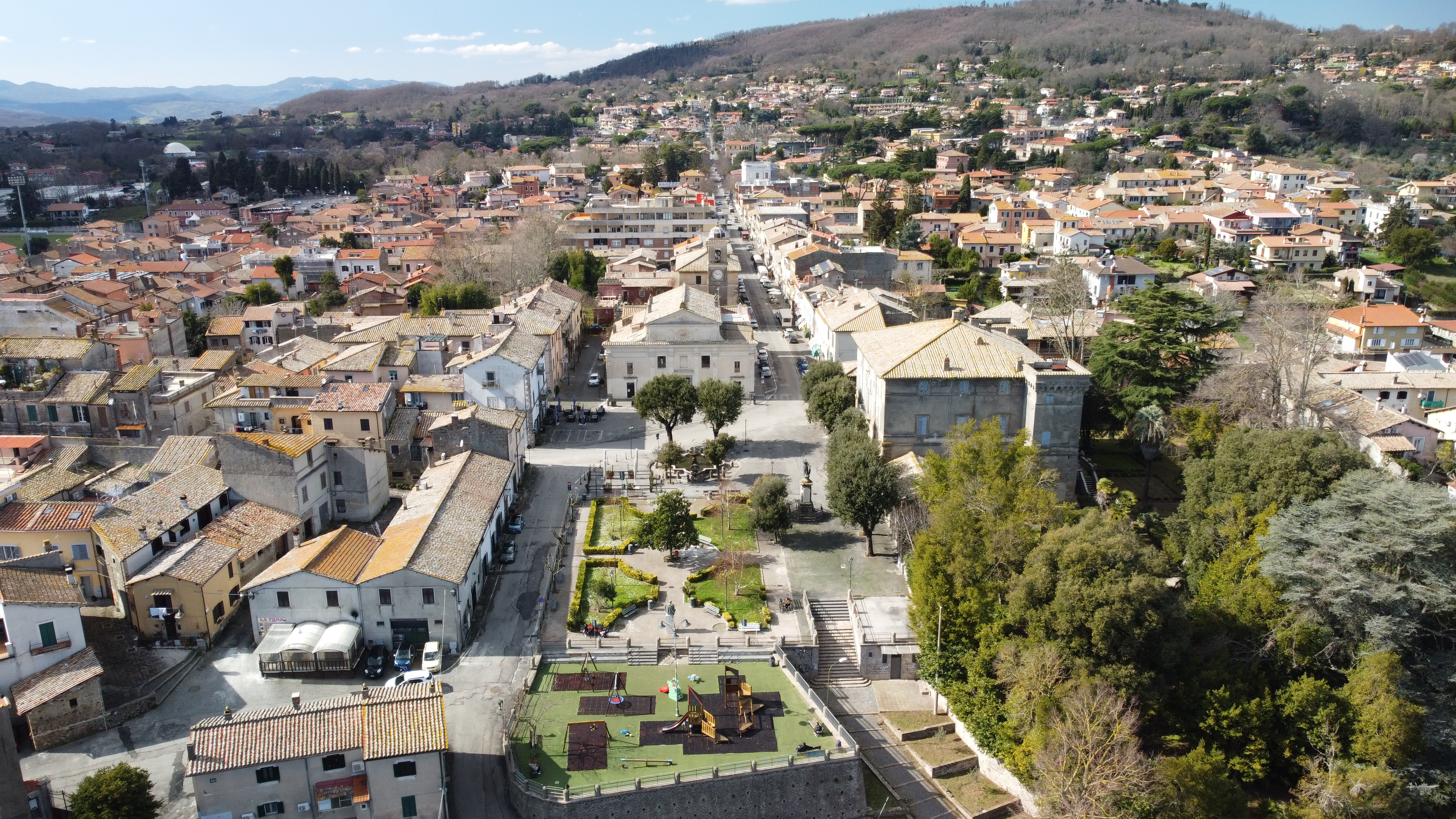
Centro Manziana

## Geografia fisica

### Territorio
Manziana si trova sulle alture dei monti Sabatini, sulle propaggini settentrionali dell'antico vulcano Sabatino, il cui collasso ha originato il lago di Bracciano. Questo paesaggio ispirò infatti il regista Sergio Corbucci per trovare lo scenario adatto ove girare gli esterni del suo film Il giorno più corto del 1963.

### Clima
Un clima abbastanza mite durante i mesi estivi, e fresco nel periodo fra l'estate e l'autunno. Durante i mesi invernali le temperature possono scendere sotto lo zero, ma solo in casi rari ci sono precipitazioni nevose.

## Storia
Sorta su un territorio anticamente consacrato dagli Etruschi al dio dell'oltretomba Manth, Manziana era nota sin dal XII secolo come Castrum Sanctae Pupae, uno dei principali possedimenti della famiglia dei Prefetti di Vico, insieme agli Orsini, che cedettero all'Arcispedale di Santo Spirito in Saxia sul finire del XIII secolo. Passata per un breve periodo agli Anguillara e contesa ancora dalla famiglia Orsini, signori del confinante castello di Bracciano, assunse l'attuale nome dalla circostante Silva Mantiana a partire dalla fine del XVI secolo, quando nei pressi della chiesa della Madonna della Fiora il centro venne ripopolato a seguito di un lungo periodo di decadenza e spopolamento.

## Monumenti e luoghi d'interesse

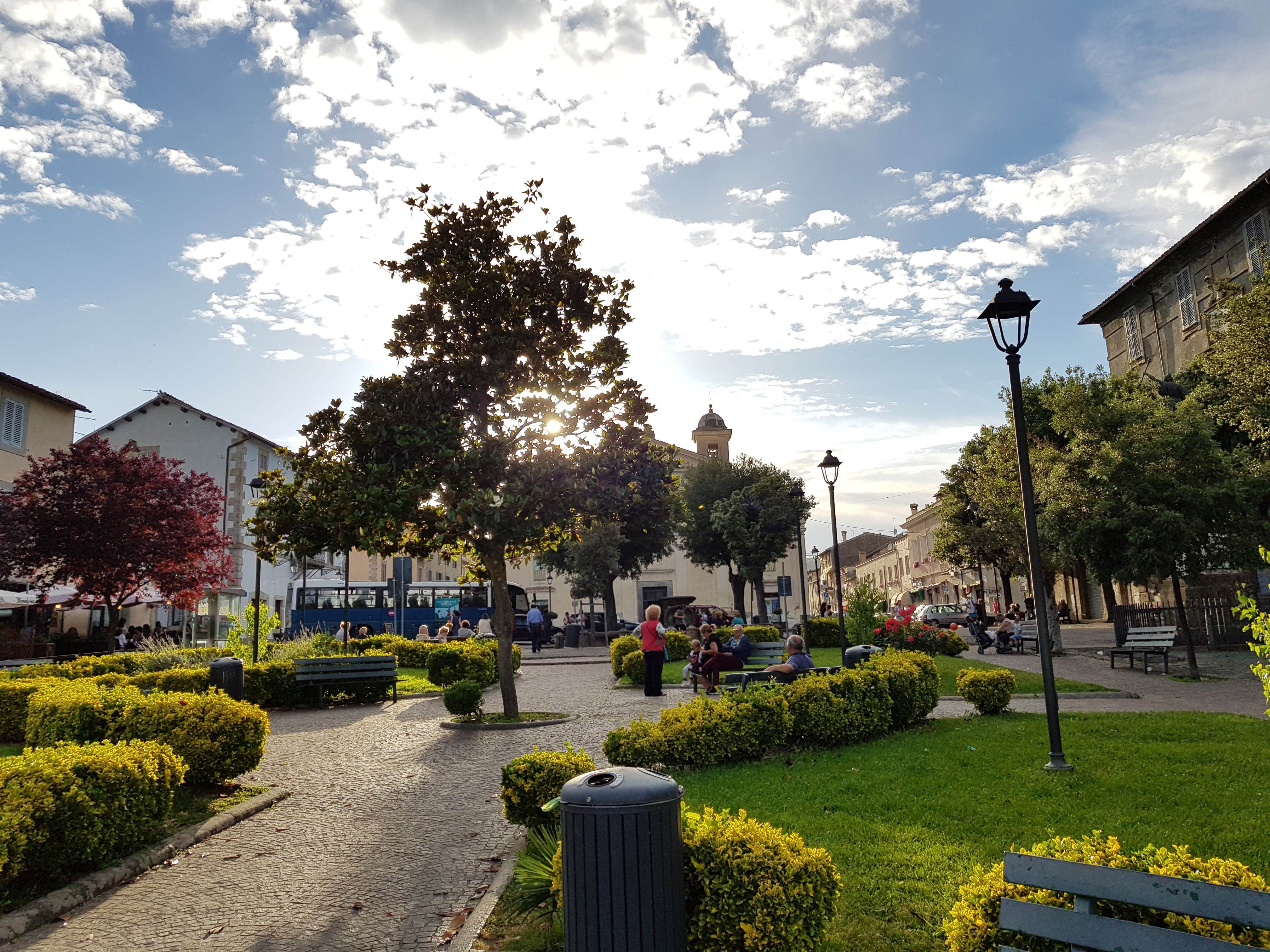
Piazza Tittoni

- Acquedotto Traiano

### Aree naturali

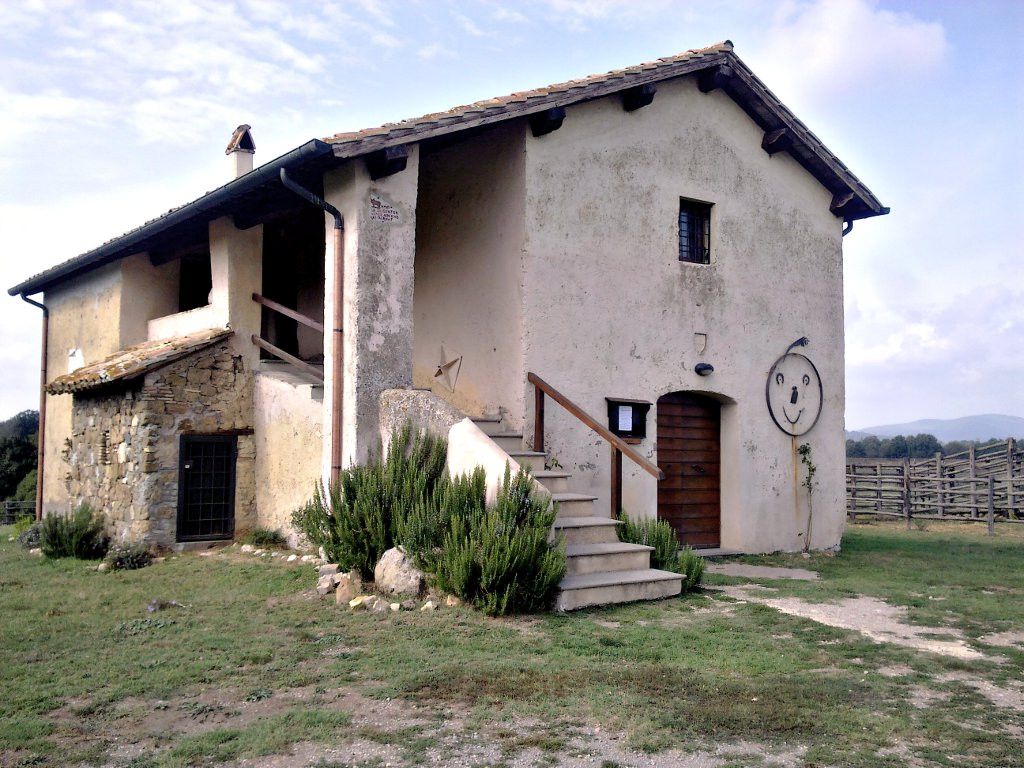
L'antico casale in località "Le Pietrische"

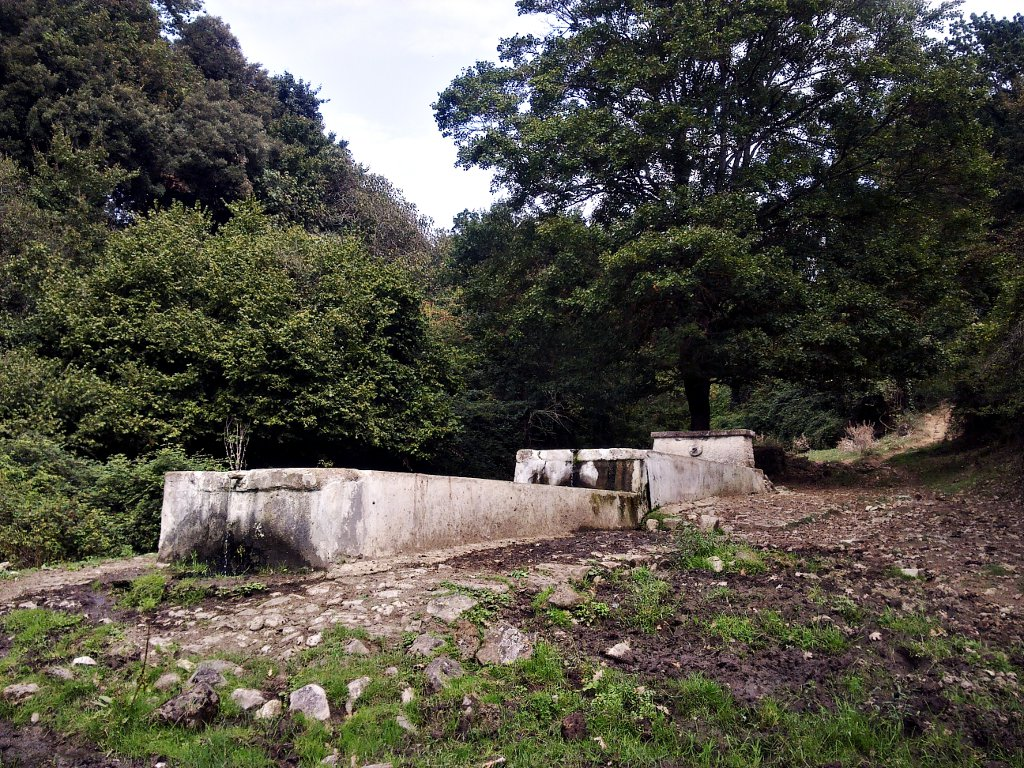
Fontanile in località "le Pietrische"

- Parco naturale regionale del complesso lacuale di Bracciano - Martignano
- Monumento naturale Caldara di Manziana
- Bosco Macchia Grande
- Le Pietrische
- Il poggiaccio (poggio Matrice)

## Società

### Evoluzione demografica
Abitanti censiti

## Economia

### Artigianato
Tra le attività economiche più tradizionali, diffuse e rinomate vi sono quelle artigianali, come la lavorazione e l'arte del ferro.

## Infrastrutture e trasporti

### Ferrovie
Manziana è collegata dalla ferrovia regionale FL3.

### Trasporto bus
Manziana è una delle città attraversata dai trasporti COTRAL e possiede anche un sistema di trasporti bus interno.

## Amministrazione
| Periodo          | Periodo        | Primo cittadino            | Partito                                | Carica  | Note         |
| ---------------- | -------------- | -------------------------- | -------------------------------------- | ------- | ------------ |
| 23 aprile 1995   | 1997           | Mariano Augusto Ceciarelli | FI - AN                                | Sindaco | [ 8 ]        |
| 16 novembre 1997 | 26 maggio 2007 | Generoso Mancini           | Lista civica                           | Sindaco | [ 9 ] [ 10 ] |
| 27 maggio 2007   | 2011           | Lucia Dutto                | Lista civica di Centro-sinistra        | Sindaco | [ 11 ]       |
| 7 maggio 2012    | 12 giugno 2022 | Bruno Bruni                | Lista civica Presenza e partecipazione | Sindaco | [ 1 ]        |
| 12 giugno 2022   | in carica      | Alessio Telloni            |                                        | Sindaco |              |

## Sport

### Calcio
La principale squadra di calcio della città è l'U.S.D. Città di Manziana che milita nel girone B laziale di 2ª Categoria. È nata il 28 aprile del 1928. Vi si trova lo stadio comunale Vincenzo Marcozzi della capienza di 4.524 posti.